# The Thing with Feathers
The Thing with Feathers ist ein Filmdrama und das Spielfilmdebüt von Dylan Southern. Der Film mit Benedict Cumberbatch, Richard Boxall, Henry Boxall, Eric Lampaert, Vinette Robinson und Sam Spruell in den Hauptrollen basiert auf dem Roman Grief Is The Thing With Feathers von Max Porter und feierte Ende Januar 2025 beim Sundance Film Festival seine Premiere.

## Handlung
Ein Vater und seine beiden kleinen Söhne müssen den plötzlichen Tod ihrer Frau und Mutter verkraften. Sie ist einfach in der Küche zusammengebrochen und gestorben. Der Vater versucht, so gut wie möglich eine Atmosphäre alltäglicher Normalität aufrechtzuerhalten. In dem kleinen Atelier in ihrem Londoner Haus zeichnet der Graphic-Novel-Autor mit schwarzer Tinte kunstvolle Bilder, die einem Albtraum entsprungen scheinen. Er verliert den Bezug zur Realität, als eine scheinbar bösartige Präsenz, eine riesige Krähe, beginnt, ihn aus den dunklen Winkeln des Hauses zu verfolgen.

## Produktion

### Literarische Vorlage
Der Film basiert auf dem Roman Grief Is The Thing With Feathers von Max Porter. In einer deutschen Übersetzung von Matthias Göritz und Uda Strätling wurde dieser 2015 unter dem Titel Trauer ist das Ding mit Federn  im Hanser Verlag veröffentlicht. Im Jahr 2016 gewann das Buch den International Dylan Thomas Prize. Porter studierte Kunstgeschichte und arbeitete jahrelang als unabhängiger Buchhändler, was ihm den Young Bookseller of the Year Award einbrachte. In seinem Debütroman erzählt der Brite die Geschichte eines Vaters und seiner beiden Söhne, die vom Tod ihrer jungen Mutter vor Trauer überwältigt sind. Sie leben in London und haben in den letzten Tagen viele Beileidsbekundungen und Lasagne zum Aufwärmen entgegengenommen. Einige Tage nach ihrem Tod klingelt es an der Tür, und als der Vater diese öffnet, blickt er in das Gesicht einer überlebensgroßen Krähe, die ihm erklärt, nun bei ihnen zu wohnen und erst wieder zu gehen, wenn sie sie nicht mehr brauchen.

### Filmstab und Finanzierung
Regie führte der Brite Dylan Southern, der auch das auf Porters Roman basierende Drehbuch schrieb. Es handelt sich bei The Thing with Feathers nach den Dokumentarfilmen No Distance Left to Run von 2010, Shut Up and Play the Hits von 2012 und Meet me in the Bathroom von 2022 um Southerns vierten Langfilm und seinen ersten Spielfilm. Den Filmschnitt übernahm George Cragg.
The Thing with Feathers erhielt vom Filmmaking Fund des British Film Institute eine finanzielle Unterstützung in Höhe von 700.000 £.

### Besetzung und Dreharbeiten

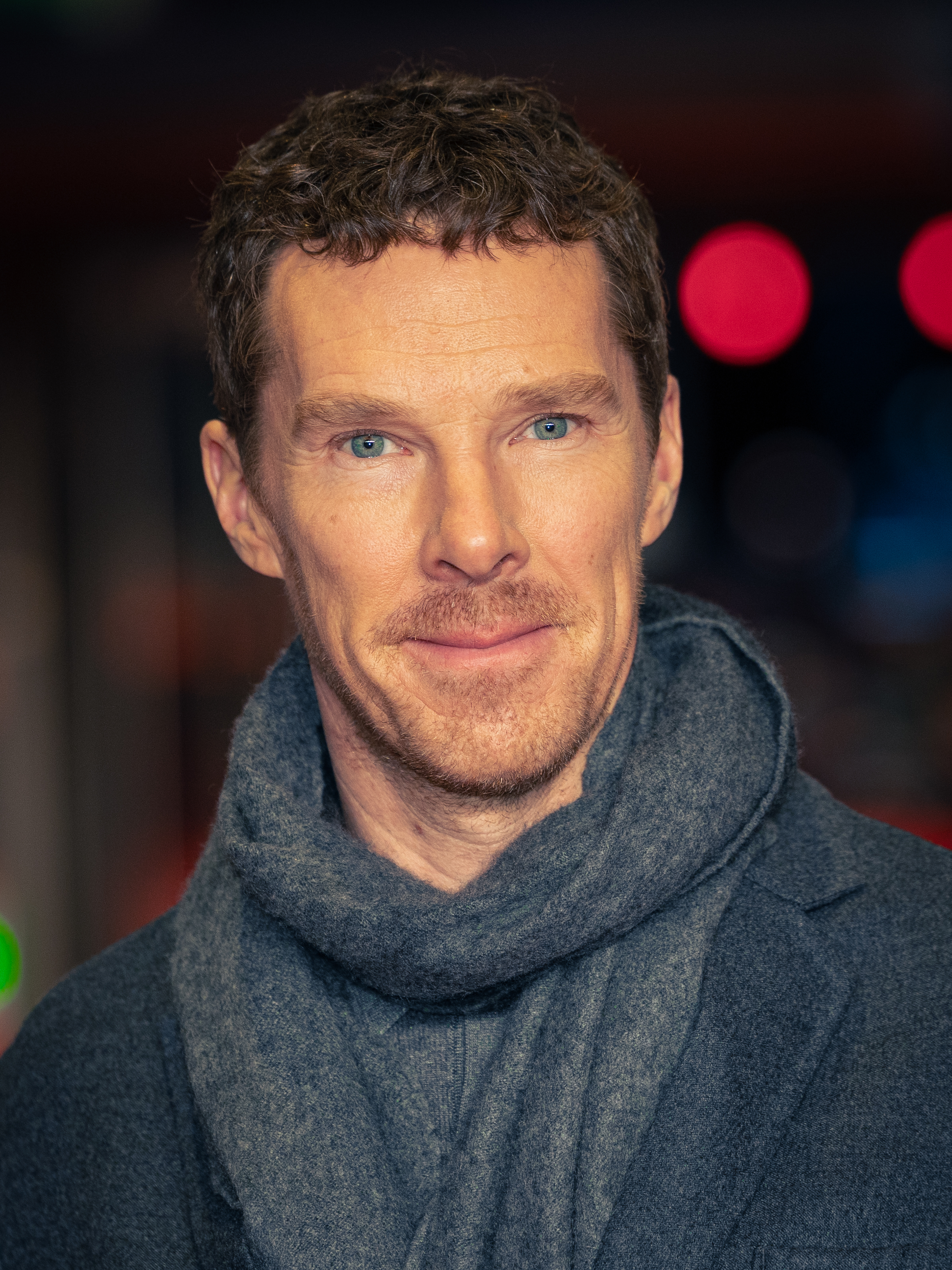
Benedict Cumberbatch, hier im Februar 2025 bei der Berlinale, spielt den Vater

Benedict Cumberbatch spielt in der Hauptrolle den Vater. Eric Lampaert spielt die Krähe. Er steckte bei den Dreharbeiten in einem Anzug und bewegte sich auf Stelzen. David Thewlis leiht der Krähe seine Stimme. Die Brüder Richard und Henry Boxall spielen die beiden Jungen. Weitere Rollen wurden mit Vinette Robinson und Sam Spruell besetzt. Das Casting übernahm Shaheen Baig.
Gedreht wurde der Film in einem Studio in London. Kameramann Ben Fordesman war zuletzt für den Mystery-Horrorfilm Saint Maud und den Thriller Love Lies Bleeding von Rose Glass tätig. Southern arbeitete mit ihm bereits für Werbespots und Musikvideos zusammen. Um die Schauspieler in einer klaustrophobisch wirkenden Umgebung erscheinen zu lassen, drehte Fordesman mit einer Arri Alexa 35 und einer Canon K35 und entsprechenden Objektiven und weiteren Spezialobjektiven von Panavision im 4:3-Bildformat und nahm die verzweifelten und dem Wahnsinn nahen Hauptfiguren oft allein in ihrer jeweiligen beengten Umgebung auf. Bei der Beleuchtung der Innenräume setzte Fordesman auf eine einzelne Lichtquelle. Während bei Szenen mit Tageslicht das Licht durch die kleinen viktorianischen Fenster in das Haus einfiel, wählte er für Nachtszenen eine Art Mondlicht.

### Filmmusik und Veröffentlichung
Die Filmmusik komponierten Richard Reed Parry und Pietro Amato. Beide sind Mitglieder des Bell Orchestre.
Die Weltpremiere des Films fand am 25. Januar 2025 beim Sundance Film Festival statt. Im Februar 2025 wurde er bei den Filmfestspielen in Berlin gezeigt. Im Mai 2025 stellt mk2 Films The Thing with Feathers beim Marché du film vor. Im Juli 2025 wurde The Thing with Feathers beim Neuchâtel International Fantastic Film Festival und beim Internationalen Filmfestival Karlovy Vary gezeigt. Im Oktober 2025 sind Vorstellungen beim Sitges Film Festival geplant. Ende September, Anfang Oktober 2025 wird der Film beim Zurich Film Festival gezeigt. Dort wird Hauptdarsteller Cumberbatch mit dem Goldenen Auge ausgezeichnet. Die US-Vertriebsrechte sicherte sich Briarcliff Entertainment. Der Kinostart dort ist am 31. Oktober 2025 geplant.

## Rezeption

### Kritiken
Die Kritiken fielen gemischt aus.
Christian Pogatetz schreibt in seiner Kritik für uncut.at, optisch könne sich das düstere Märchen mit seiner herbstlichen, durch dunkle Kontraste desaturierten 4:3-Kameraarbeit sehen lassen, das Drehbuch jedoch sei in seiner inhaltlichen Verkürzung vorhersehbar. Dass die komplexen Nuancen des Trauerkonstrukts, im Original Teil der Geschichte, der Zugänglichkeit wegen vereinfacht oder gar weggelassen wurden, sei ein Jammer. Viel zu sehr bediene man sich rudimentärer Inszenierungsmittel des Horrorkinos wie Jumpscares und radikalen Ausbrüchen von Gewalt, die zuweilen durch überdigitalisierte Schockbilder transportiert werden. The Thing with Feathers wolle eine universelle Geschichte von Trauerüberwindung erzählen, vergreife sich aber zu oft im Ton, um nachhaltig zu berühren, und die platte Melodramatisierung schlage sich mit der emotionalen Rohheit, die in Inszenierung und Schauspiel angestrebt werden.

### Auszeichnungen
Neuchâtel International Fantastic Film Festival 2025
- Nominierung im Internationalen Wettbewerb[17]